# Алсейские языки
Алсейские (алсеанские, яконские, яконанские) языки — вымершая семья индейских языков Северной Америки. Состоит из 2-х близкородственных языков, распространённых ранее вдоль побережья центрального Орегона.

## Состав
1. Алси (†)
2. Якина (яквина, якона) (†)

Оба данных языка к настоящему времени вымерли.
Название «алси» происходит от кусанского названия этого племени, alsí или alsí·, а также от калапуянского названия этого же племени alsí·ya. Последняя запись языка алси сделана в 1942 со слов последнего носителя, Джона Альберта, лингвистом Дж. П. Харрингтоном.
Название «якина» происходит от наименования на алсейском языке региона залива Якина и реки Якина, yuqú·na. Последняя запись речи живого носителя относится к 1884 г., записал Джеймс Оуэн Дорси (James Owen Dorsey).
Многие лингвисты рассматривают языки алси и якина как диалекты одного языка, другие — как близкородственные языки.
Предполагается генетическая связь между алсейскими языками, языком саюсло и кусанскими языками. Возможно, они также связаны с языками винту. Лингвистические исследования ещё не установили окончательно, могут ли алсейские языки относиться к пенутийской макросемье.

## Фонетика

### Согласные
Алсейские языки различают 34 согласных:
|               |                  | Билабиальные | Альвеолярные | Альвеолярные | Постальвеолярные | Велярные | Велярные     | Увулярные | Увулярные    | Глоттальные | Глоттальные |
| Центральные   | Боковые          | Билабиальные | обычные      | Лабиализация | Постальвеолярные | обычные  | Лабиализация | обычные   | Лабиализация |             |             |
| Взрывные      | plain            | p            | t            |              |                  | k        | kʷ           | q         | qʷ           |             |             |
| Взрывные      | Глоттализованные | p’           | t’           |              |                  | k’       | k’ʷ          | q’        | q’ʷ          | ʔ           |             |
| Аффрикаты     | обычные          |              | ʦ            |              |                  |          |              |           |              |             |             |
| Аффрикаты     | Глоттализованные |              | ʦ’           | tɬ’          |                  |          |              |           |              |             |             |
| Назальные     | обычные          | m            | n            |              |                  |          |              |           |              |             |             |
| Назальные     | Глоттализованные | m’           | n’           |              |                  |          |              |           |              |             |             |
| Фрикативные   |                  |              | s            | ɬ            | ʃ                | x        | xʷ           | χ         | χʷ           | h           | (hʷ)        |
| Аппроксиманты | обычные          |              |              | l            | j                |          | w            |           |              |             |             |
| Аппроксиманты | Глоттализованные |              |              | l’           | j’               |          | w’           |           |              |             |             |

- Статус /hʷ/ неясен.
- Произношение /s/ — среднее между альвеолярным и постальвеолярным.

### Гласные
В алсейских языках есть как оральные, так и назальные гласные.